# ジャパンディスプレイ
株式会社ジャパンディスプレイ（英称：Japan Display Inc. 略称はJDI）は、日本の液晶ディスプレイメーカーである。ソニー・東芝・日立製作所の中小型液晶ディスプレイ事業を統合し2012年に発足した。

## 概要
日本の大手ディスプレイメーカーで、主に車載などに使われる小型液晶ディスプレイ（LCD）を製造している。2021年度のディスプレイ売上高ランキングでは世界9位で、約1.73%のシェアを占める。かつてはスマホ向けディスプレイメーカーとして知られ、2018年まではApple社の高級スマートフォンで当社のLCDが採用されていたことにより、小型LCDの出荷額で世界1位を誇った。しかし、2019年以降にモバイルにおいて有機ELディスプレイ（OLED）の普及が進むにつれて、当社のLCDのシェアは減少し、また当社はスマホ向けOLEDの量産に難航したため、2023年にモバイルから撤退を表明。それ以後は車載および他社への技術ライセンシング事業に主軸を移している。
韓国・台湾勢との競争による液晶パネルの価格下落で、赤字が続いていた（2012年当時）日本の各電機メーカーのディスプレイ事業のうち、スマホ向けに利益が見込める中小型液晶パネル事業のみを、日本政府系の投資ファンドである産業革新機構の主導で再編した会社である。これによって、中小型液晶パネルで世界シェア1位（2013年当時）の「日の丸液晶」パネルメーカーが誕生した。
しかし上場後も黒字化した年度はなく、1度も配当はなく、2018年には株価も100円を切り、「上場企業の体を成していない」と、経営陣の責任感欠如を厳しく指摘されている。官民ファンドから4000億円以上の支援を受けながら、7年で債務超過1000億円に達し、それでも国策会社としてつぶすわけにいかないという、2020年の時点で日本を代表するゾンビ企業とされ、日本の経済誌である週刊ダイヤモンド誌および週刊東洋経済誌はいずれも「ゾンビ」と評価している。
2024年現在、株価は10円台（上場時の1/40）まで低迷しており、スコット・キャロン会長は、「恥ずかしい」と思っている。2013年の会社設立時より産業革新機構（INCJ）が出資・支援した約4,000億円に、2020年よりスポンサーとなったいちごが出資した分などを含め、2024年時点で約6,500億円の累積損失を出している。
設立された2012年より赤字が続いているため、早期の赤字脱却を目指して経営再建を続けている。2012年時点では、合併した各電機メーカーから引き継いだ複数の工場を抱え持ち、スマホブームによる液晶ディスプレイ需要を見越してさらに巨大工場を建設していたが、当社は次世代ディスプレイである有機ELディスプレイの量産に難航したため、失注し、巨大な遊休工場の維持費とアップル社から借り受けた巨額の建設費を抱えてさらに赤字が膨らんだ。その後はディスプレイ事業における慢性的な赤字から脱却するため、ディスプレイ産業への依存から脱却して技術ライセンシング事業への戦略的転換、自社工場の売却・リストラを次第に進めている。2025年2月には有機ELディスプレイの自社量産を断念し、2026年3月には第二次世界大戦前からの拠点工場であった茂原工場（千葉県茂原市）の閉鎖・売却も決定し、ついに国内製造拠点が石川工場（石川県能美郡川北町）のみとなる予定。
2024年度の最終赤字は782億円であった。
2025年まで、官民ファンドのINCJが一部の株を保有し続ける国策会社であったが、産業競争力強化法に定められたINCJの活動期限に基づき、2025年3月までに株を全て売却。13年間で約4620億円を支援したうち、回収額は約3073億円で、約1547億円の損失が確定した。

### いちご社との関係
2019年よりいちごアセットグループの支援を受け、経営再建を試みている。
2020年にはいちごが約1100億円を支援し債務超過は解消、また2023年にはいちごがさらなる支援を表明したことにより、債務に関して言えば東証プライムの上場維持基準を満たす、実質「無借金経営」となった。しかし黒字化のめどは立たず、その後いちごからの短期融資の繰り返しにより再び有利子負債が増加している。現在はいちごからの短期融資の繰り返しにより延命している状況である。
2023年現在、大株主のいちごが株式の殆どを握っており、株式の流動比率の低下により東証プライムにおける上場維持基準未達の状態ではあるが、あくまで経営再建のための一時的な状態である（とJDIは主張している）ため、「上場維持基準に関する経過措置」として2028年3月まで特例として東証プライム残留が認められている。
2014年3月に上場して以降、2024年3月期決算（最終損益443億円の赤字）まで10期連続で最終損益赤字となっており、2025年3月期の会社見通しでも266億円の赤字と11期連続で赤字となることがほぼ確定している。しかし、2024年5月現在、次世代 OLED「eLEAP」や超高速バックプレーン技術「HMO」等の「世界初、世界一」の独自技術を多数所有しており、特に「車載」と「スマートウォッチ・VR等」などで売り上げを伸ばしていることから、既に2024年度下期から全社EBITDAでの黒字化の目途がついているとJDIは主張している。長期的には、2022年5月に公表した成長戦略「METAGROWTH  2026」に基づき、2026年度に営業黒字化、2028年3月末までに上場維持基準への適合に向けた計画を進めている。
もともと、EBITDAを指標としつつも賞与として年間最低4か月分支給を労働組合と合意していた経緯があり、2025年3月でも平均給与759万円と11期連続の最終赤字(2025年3月期最終赤字782億円)の企業として、経営者、従業員ともに危機感が欠如していると指摘される。平均年齢も49.3歳であり、最盛期から売り上げがおよそ1/5に減少しているにもかかわらず、いちごがスポンサーとなってからもリストラによる人員削減を行っていない。そのため、最も多いのが50代という状況であり、平均年収を押し上げている。直近の株価は20円台から10円台と東証プライム市場において最も低迷している銘柄であり、株主から経営陣に対して厳しい指摘、構造改革が求められているが、ほぼ売り上げ、利益にならない新製品の乱発を繰り返すのみ（開発や製品リリース時の情報のみでその後の実績の報告なし）であり、本業である液晶事業の改革、黒字化の見通しがない。

### Apple社との関係
2020年まではApple社との取引が大きく、2016年には依存率が5割を超え「iPhone一本足打法」と評された。Apple社としてもサムスンディスプレイ、LGディスプレイ、シャープなどと並ぶ液晶ディスプレイの主要サプライヤーであった当社に支援を行い、2016年に稼働したJDI白山工場（現・シャープ白山工場）の建設に際してはApple社より約1700億円の融資を受け、また国策ファンドおよび民間のスポンサーの撤退により経営危機に瀕した2019年にはApple社より約400億円の支援を受けた。
Apple社とのビジネスは、元々は東芝モバイルディスプレイ社（TMD）がアップル社の資金提供により建設した石川工場（現・JDI石川工場）においてiPhone用ディスプレイを製造しており、それをJDIが引き継いだ形である。TMD社は2008年発売のiPhone 3G以降のスマホにおいて、ECBモード（TN-TFTに広視野角位相差フィルムをつけたもの）の液晶ディスプレイをLGDとともに提供していた。
TFT液晶を高精細化する低温ポリシリコン（LTPS）の技術は、東芝が1997年に世界で初めて実用化した。また、アクティブマトリックス液晶の一種である広視野角の横電解方式であるIPS方式は、日立製作所が1995年に独メルクとともに世界で初めて実用化した物であり、これらを組み合わせた高品位な液晶パネルは、東芝モバイルディスプレイ及び日立ディスプレイズがJDI設立前より主力としてきた。さらに、液晶パネルとタッチセンサーを一体化したタッチパネルの技術「Pixel Eyes」（TFTアレイ基板上の画素内部にタッチセンサー機能を組み込んだ「インセル型」）を、ソニーモバイルディスプレイ（SMD）がソニー厚木研究所で開発していた。
これらの技術を持つディスプレイメーカーを2012年に全て統合したJDI社は、2012年には競合他社に先駆けてインセル型LTPS液晶の安定量産に成功する。これは液晶パネルの上にタッチパネルを外付けする従来の「外付け型」や、タッチセンサーを液晶の偏光板とガラス基板の間に載せた一体型タッチパネルの「オンセル型」よりも薄く明るいスマホを作れるため、Appleが2012年に発売したスマートフォンiPhone 5から2016年のiPhone 7まで、Apple社の最上位スマホで採用されていた。
しかし2017年発売のApple社の最上位スマホ「iPhone X」では他社製の有機ELディスプレイ（OLED）が採用されたことにより、JDI製液晶の採用は下位スマホでの採用に留まった。その後もiPhoneシリーズにおけるOLEDの採用が拡大するにつれて、サムスンD、LGD、BOEのようなOLEDの技術を持たない当社はApple社との取引が縮小し、2021年には1500億円を失注するなど、元々悪い経営がさらに悪化した。
2023年には車載に集中するという名目で、ついにモバイルからの撤退を発表した。

## 沿革

### 設立前
法人としては、1935年に千葉県茂原市に設立された理研真空工業を源流に持つ。九十九里平野の地下には、古代に堆積したカジメが分解されてできたメタンとヨードが埋まっており、メタンの純度が高い天然ガスが湧くので真空管の製造に適していることから、理研真空工業は、1936年より茂原工場にて真空管及び電球の製造を開始した。1943年に太平洋戦争における戦時統合で日立製作所と合併し「日立製作所茂原工場」となり、1958年よりブラウン管ディスプレイの製造を開始した。茂原市はまた、世界有数のヨードのメーカーが集積しており、地下のかん水に含まれるヨードを液晶の触媒として使えることから、1974年に蛍光表示管の製造を終了して電卓用の液晶パネルの製造を開始、1994年より液晶ディスプレイの製造を開始し、1996年より茂原工場にて世界初となるIPS液晶の量産を開始した。
2002年に日立製作所からディスプレイ事業に関わる部門が分社化し、日立ディスプレイズとなった。日立ディスプレイズ茂原工場は2005年に「IPSアルファテクノロジ」として分社化され、アモルファスのG6ラインは、一時期、パナソニック（パナソニック液晶ディスプレイ）の傘下にあったが、「ジャパンディスプレイ」の名のもとに日本の中小型ディスプレイ会社を集約するため、2012年に産業革新機構が買収し、同G6ラインをテレビ向け大型パネルの製造からスマホ向け中小型液晶パネルのLTPS製造ラインに転換した。

### 「日の丸液晶」として設立

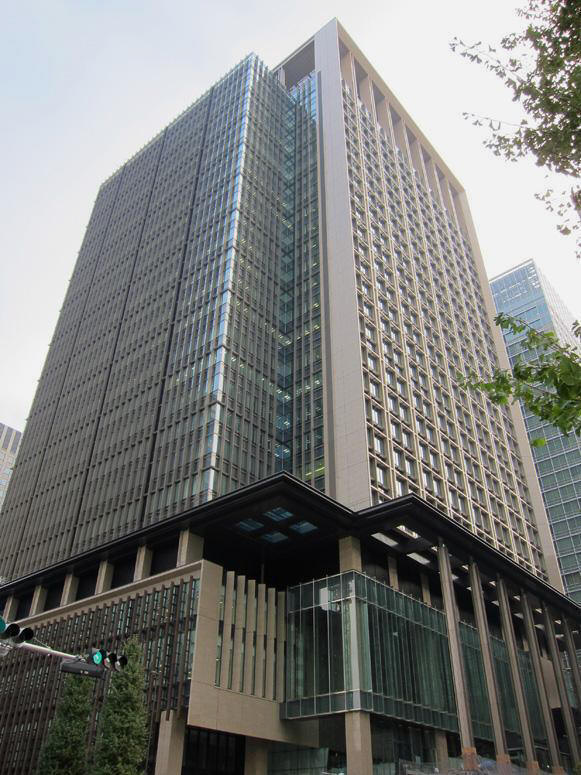
設立当初から2019年にかけてジャパンディスプレイ社の経営を握った官営ファンド・産業革新機構が入居する丸の内永楽ビルディング

産業革新機構の主導で設立された「ジャパンディスプレイ」社が、ソニー・東芝・日立の3社のディスプレイ部門を事業子会社として引き継ぐ形で誕生し、2012年4月1日に事業活動を開始した。2013年4月、ジャパンディスプレイイースト（旧社名・日立ディスプレイズ）を存続会社として、ジャパンディスプレイおよび事業子会社3社が合併し、各社の統合が完了した。2014年3月19日、東証1部に新規上場。
2009年に東芝に統合されたパナソニックの液晶部門（旧・東芝松下ディスプレイテクノロジー株式会社、その後、東芝モバイルディスプレイ株式会社）、同じく2011年にソニーに統合されたセイコーエプソンと三洋電機の液晶部門（三洋エプソンイメージングデバイス株式会社）など、それ以前に各社に統合されていたメーカーを含めると、ホンハイ傘下となったシャープや、パナソニック傘下のパナソニック液晶ディスプレイ（旧・IPSアルファ。日立、東芝、パナソニックの3社合弁）、京セラ傘下の京セラディスプレイ、三菱電機傘下のMDTIなどを除く日本の大半のディスプレイメーカー（ソニー・東芝・日立・トヨタ・三洋・エプソン・パナソニックの一部・キヤノン）の液晶部門が統合され、さらに政府系ファンドが経営に関与する、文字通りの「日の丸液晶」として設立され、2014年3月19日に東京証券取引所一部上場を果たす。2014年7月よりIPS-NEO（光配向膜技術とネガFFS液晶）の量産を開始し、iPhone 6以降継続生産している。

### iPhone向け小型液晶事業への依存と経営悪化
しかし、元々成長し切った会社の寄せ集めであり伸び代に乏しかったため、設立当初より赤字が続き、設立から5年目となる2017年に構造改革が行われた。設立の経緯上、生産部門以外の機能を自社で持たない、事実上の「国策企業」であるため、経営方針がトップダウン式に決定される競合他社とは異なり、全ての経営計画において経済産業省と産業革新機構の承認が必要という意思決定の遅さがあり、また解雇がそのままアベノミクスの失敗を想起させるため、シャープ以外の日本のディスプレイメーカーのうち、大半の人員と工場を丸抱えしているにもかかわらず、リストラができないという「負の遺産」があるとの危機意識が、2017年の時点で存在した。
スマホ向けの小型液晶で高いシェアを持っていた。主にスマホのディスプレイに使われる低温ポリシリコン（LTPS）TFT-LCDパネルの出荷額ベースの市場シェアは、創業から2018年まで世界1位であった。例えば2018年度の世界シェアは17.6％で、後に2019年度に首位となる京東方科技集団（11.9％）に差をつけて上回っていた（IHS Markit調べ）。また、LTPS TFT-LCDパネルの出荷量ベースの市場シェアでも、創業から2017年まで1位であり、2018年の時点でも1位の天馬微電子（22%）に次ぐ2位の18%という高いシェアを誇った。車載向けの小型液晶でも18.1％で世界1位（2017年度）であった。高級なLTPS TFT-LCDパネルを主軸とするため、LTPS以外も含めた小型LCDパネル市場全体における当社の出荷量ベースの市場シェアは低く、例えば2018年度は5.0%で世界8位であった。
一方で、当社は有機ELパネルを生産していないため、中小型パネル市場全体における出荷額ベースのシェアでは、有機ELパネル最大手のサムスンディスプレイに水をあけられていた。例えば2017年度において、中小型パネル市場1位であるサムスンの市場シェアが33%なのに対し、当社の市場シェアは13%で世界2位であった。なお、データの上では「中小型向け液晶でトップ」となっているが、実際はパソコンやタブレットを中心とする中型パネルのシェアは全くなかった。また、大型パネルは生産しておらず、全くシェアが無かった。例えば2016年（平成28年）度において、スマホを中心とするモバイル向けが8割、とりわけiPhoneへの依存率は5割を超えるなど、スマホ向け小型液晶事業に、さらに言うとiPhoneと言う1つのスマホに極度に依存していた。
2016年度には、2017年3月発売予定のゲーム機Nintendo Switchにディスプレイを供給したため、2016年度だけはゲーム機向け液晶でもシャープに次ぐ世界2位のシェアがあった。ただしローンチ版Nintendo Switchの液晶を生産したJDI茂原工場の4.5世代ラインは2016年いっぱいで閉鎖され、その後はスマホ用の狭額縁液晶「フルアクティブ液晶」の生産ラインに振り分けられた。なお、当社が有機ELに対抗するため社運をかけて開発した「フルアクティブ液晶」は、有機ELに匹敵する性能を持ちつつ安価であるため、有機ELへシフトするスマホ業界を液晶へ引き戻す役割を果たすことが2016年12月の段階では想定されており、量産品は2018年発売の廉価版iPhoneである「iPhone XR」などに搭載され、その人気によって当社は2018年度に5年ぶりの最終黒字となることが2018年11月の段階でも想定されていた。
2016年（平成28年）に、主にパソコン向けの中型ディスプレイに参入した。
なお、2019年よりBOEやCSOTなどの中国メーカーがHuawei、Oppo、VIVO向けのLTPSパネルの生産を拡大したことと、中国・韓国メーカーが有機ELディスプレイの生産を拡大したことにより、相対的に中小型パネル市場における当社のシェアは出荷量・出荷金額共に縮小した。そのため2020年までApple社のiPhone向け液晶に当社の売上を依存する状況は変わらず、2020年にはApple社がiPhoneシリーズにおいて他社製の有機ELディスプレイを本格採用したことにより、当社は1500億円を失注した。

### 有機ELディスプレイ事業への取り組み
JDIは日本のかつての各ディスプレイメーカーの液晶ディスプレイ部門のみを切り離して統合した、あくまで液晶ディスプレイの専業メーカーであるため、アップル社が自社のスマホに有機ELディスプレイを採用した2017年の時点で、有機ELディスプレイの量産ラインを全く持っていなかった。アップル社との取引が当社の売上高の5割を占めるという一本足経営に加えて、アップル社が2017年度のiPhoneから有機ELモデルをフラッグシップとして販売しているにもかかわらず、当社には有機ELディスプレイを生産する予定が無い点が不安視されていた。
「蒸着方式」の有機ELの研究自体はしており、資金さえあれば有機ELの製造工場を建設して量産化まで到達できる見込みが有ることをアピールしているが、将来の投資資金よりも当座の運転資金を調達すべき状態の当社には有機ELの量産工場を建設できるような資金が無く、2018年時点で既に当社に4000億円以上の投資をしている革新機構としてもこれ以上の投資はしにくく、また仮に量産の「見込みがある」としても、2018年時点では有機ELディスプレイを既に量産しているメーカーは世界中に数多くあり、当社は他社より数年遅れの後発組となるため、あえて資金を投じる外部のスポンサーもいない点が問題となっていた。なお、当社が持つ有機ELの技術に関しては、2013年度中には量産が可能なレベルに達しているとのアナウンスを2011年に出しており、それから8年後の2019年にも量産技術を「ほぼ確立」したとのアナウンスを出していた。
一方、JDIとは別に、日本のかつての各ディスプレイメーカーの有機EL部門を切り離して政府系ファンドの主導で統合した「日の丸有機EL」であるJOLED社があり、当社は長年にわたりJOLEDと戦略的提携を行っていた。JOLEDは、旧・東芝石川工場（加賀東芝エレクトロニクス）時代の2001年5月に世界初となる6万色フルカラー表示可能な印刷方式有機ELを開発し、また旧・東芝モバイルディスプレイ（TMD）時代の2008年7月には石川工場において有機ELの量産を目指すことを発表するなど、有機ELに関して2000年代から高い技術力を持っていた。
当社はJOLED社の株式を最大で27.2％保有しており、JOLED社は当社の持分法適用関連会社であった。JOLEDの有機ELディスプレイの量産計画は順調に進んでおり、またJOLEDの「印刷方式」は当社の（競合他社から数年遅れでありながら、いまだ量産化の目途が立たない）「蒸着方式」と異なり世界初の技術であり、コスト的にも有利であるため、JOLED社の株式を51%まで追加取得し、子会社化することで有機ELディスプレイ事業に進出する計画が一時はあった。しかし、資金不足のため、2018年3月に断念したことを発表した。JDIによると、JOLEDとは「すでに強固な協力関係を構築しており事実上のシナジーの実を確保している」ため子会社化する必要はないとのことで、また車載やVRなどで液晶事業の今後の成長が期待されるので「液晶の需要は底堅い」との見通しを2018年の段階では示していた。なお、当社の経営悪化に伴い、2019年には447億円の支援と引き換えにJDIの持つJOLEDの全株式が産革に譲渡された。

### 脱スマホへの動き
産業革新機構からは、2014年（平成26年）の設立時に2000億円、2016年（平成28年）から2017年（平成29年）にかけても750億円の投資が追加でなされており、赤字の民間企業に数千億円もの国の金を投入し続けることに対して、2017年当時、「国がやるべきことなのか」との批判があった。2017年には1070億円の融資がなされ、2018年にも200億円の支援がなされた。
2017年当時、Apple社のiPhoneも含めてスマホ向けディスプレイはまだ有機ELではなくLTPS液晶が主流であり、その意味でJDIはディスプレイに関して世界最先端のメーカーであったが、世界最先端のメーカーであるにもかかわらず、技術に収益が伴わない状況があった。
赤字から脱却できない最大の原因として、Apple社への依存があった。複数社からの調達を行っているアップル社の仕様に合わせるため、あえて技術水準を落とし、液晶で技術的に劣る韓国メーカーと同レベルの製品を製造せざるを得ない、というのが赤字の主な理由だと2017年当時のJDIは考えていた。
そのため、2017年（平成29年）には、有機ELパネルと同様に曲げることができる液晶パネル「フレキシブル液晶パネル『フレックス』」や、2017年時点の有機ELパネルを超える透過率80パーセントの液晶パネルを開発するなど、顧客に向けて自社技術を盛んにアピールしていた。また、2018年より、当社は「脱スマホ依存」を進め、液晶パネルにバス停を組み合わせた「スマートバス停」や、ヘルメットに液晶パネルを取り付けたヘッドマウントディスプレイなど、自社の液晶パネルを用いたBtoCの新分野の開拓を盛んに進めていた。またセンサーデバイス事業に取り組む予定を発表するなど、ディスプレイ専業から脱却の動きもすすめていた。

### 中台企業連合の出資表明と出資取りやめ
2018年9月25日、産業革新機構を改編した産業革新投資機構（INCJ）が発足したが、JDI以外にもルネサスエレクトロニクス等、経営不振の会社への投資を強いられる産業革新投資機構の取締役陣と、経済産業省の対立が表面化し、2018年12月10日、産業革新投資機構の民間出身の取締役全員が辞職。辞職した元・社外取締役の星岳雄が「ゾンビ企業の救済機関」と批判した革新機構は、ついに機能を停止した。同日、2014年の上場時の公募価格が900円で始まった当社の株価が、ついに50円台となった。
2019年4月11日、中国最大の投資ファンド・嘉実基金管理（ハーベスト・ファンド・マネジメント）系の投資会社であるハーベスト・テック、台湾の電子部品メーカー宸鴻光電科技（TPK）、台湾の金融大手富邦金控（Fubon Financial Holding）グループの創始者である蔡一族による、投資ファンドの3社で構成される中台企業連合「Suwaコンソーシアム」は当社に対して800億円の金融支援を行い、それまでの筆頭株主であった産業革新投資機構に代わり、議決権の49.8%を持つ筆頭株主になることで当社と合意した。
中台企業連合の支援を受けることで一旦は合意したものの、当社は事実上の政府支援が付きながら「自己資本比率は視力検査並みの水準」と東京商工リサーチが評価するほどの経営状態であり、想定以上の経営の悪化から、中台企業連合が支援を取りやめる可能性もあった。そのため、2019年4月には産業革新投資機構から200億円の融資、5月には450億円の支援を受け、またアップル社からも3か月ごとの借金返済（もし返済が滞ればアップルがJDI白山工場を差し押さえる契約）を猶予する約束を取り付けるなど、関連組織から支援を得たうえで、改めて中台企業連合の傘下に入ることを目指すこととなった。
2019年4月12日、2019年夏を目途にJDI茂原工場にて有機ELの量産を行うことを発表。アップルウォッチの2019年秋発売モデル向けに量産を開始した。
韓国・中国メーカーのスマホ向け有機ELの量産拡大により、液晶の需要回復の見込みが立たないことから、2019年7月にJDI白山工場を停止し、1200人のリストラを行う。
2019年6月、中台企業連合の1社であったTPKが出資を取りやめ、富邦グループも離脱を表明。同月、中国の嘉実基金は522億円の出資を実施した、アップルがこのうち107億円を負担すると発表された。さらに香港のファンドであるオアシス・マネジメントからの161億円の出資も受け入れ、同年8月7日に中国香港企業連合と正式に資金支援契約を締結したことを発表した。

### 不適切会計問題と債務超過
2019年8月9日、6月末の時点で772億円の債務超過に転落したことを発表。9月26日、嘉実基金管理グループが支援見送りを表明。同日、アップルが支援を200億円に積み増すことを発表。10月、アップルが支援をさらに200億円追加することを発表。
2019年12月、約5億7800万円を着服した元幹部が自殺。この職員が経営陣の指示によって不適切な会計を行っていたという不正会計疑惑が明るみに出る。これを受け、第三者委員会が立ち上げられて調査が行われた。2020年4月に公表された調査報告書によると、上場直後から不正会計が行われており、2019年3月末に自己資本がマイナスに陥っていたことなどが判明したが、経営陣の責任は「意図的に行われたものであるかは不明」ということで不問となった。

#### 不適切会計問題に関する調査報告書の内容
具体的に判明した不正は以下の通りである。
1. JDIのガイドラインに反する試作品の貯蔵品としての計上
2. 貯蔵品の数量の水増し
3. 工場の器具や研究開発用のマスクなどの固定資産への計上
4. ラインの立ち上げで費用とすべきものの資産としての計上
5. IT業務委託費の資産としての計上
6. 固定費削減の目的での架空の機械装置の資産計上
7. 費用計上の一時取り消しからの翌期への計上
8. 保証の費用の先送り
9. 保証の引当の先送り
10. 固定資産の減損損失を回避するための、減損を行うべきか判定するための資料の意図的な改変(監査法人にもその旨を説明した)
11. 稼働停止中の工場について再稼働の見込みがあると嘘の説明を監査法人に行うことによる現存損失の回避
12. 段階利益の操作による営業利益の粉飾
13. 売上とすべきでないものの不正な計上
14. システムの数字の改竄による在庫の粉飾
15. 仕掛品の架空計上

自殺した元幹部は同僚に慕われ部下からの信頼に厚かった人物であったといい、一連の不正会計は会社やCFOを守りたいという善意が暴走した末の出来事であったという。また、元幹部以外に経験豊富な経理が会社におらず、その影響で内部監査が機能していなかったという統制上の問題も指定されている。

### いちごアセットの支援をうける
2020年1月31日、独立系投資顧問会社であるいちごアセットマネジメント株式会社が当社に対して最大計1108億円の金融支援を決定し、いちごを筆頭株主として改めて再建を目指すこととなった。さらに2020年8月に行われた株主総会で、いちごから最大604億円を調達することなど決めた。これにより、債務超過は解消された。
2020年8月、休止中のJDI白山工場をアップルとシャープへ713億円で売却することを発表。同年10月に売却を完了させた。
いちごアセットとしては、2020年8月の時点で「2年以内の黒字化」を目指していたが、その後も黒字化の目途は立たず、2021年には2152億円の資本金を取り崩して1億円に減資、2023年2月にはいちごトラストから1016億円の支援を受けた。
なお、創業以来赤字であり、本来なら決算資料において赤字の要因と経営再建の見通しを株主に明確に説明すべきであるのに「人々の生き方をより豊かにするPersonalTech企業へ」「唯一無二の技術」などと抽象的な言葉を並べる、ポエムすぎる「決算資料」が2021年頃より話題となり、投資家に動揺が走った。

### JOLEDの事業承継
2023年3月27日、JOLEDが民事再生手続きの申し立てを行い、JDIはJOLEDの事業を承継すると発表した。これにより、JDIが産革からの447億円の支援と引き換えに2019年に切り離して国策会社となっていたJOLEDの資産が再びJDIの物となった。
しかし2023年当時、JDIは自社内製の次世代有機EL技術「eLEAP」に社運を賭けていたことから、JOLEDの印刷方式有機ELの技術は採用せず、旧・JOLEDの有機EL製造装置をTCL集団傘下のCSOTに、建屋（旧・JOLED能美事業所）をTOPPANに売却した。

### 中国液晶大手のHKC社と提携、直後に提携解除
2022年6月、JDIは「次世代有機EL」と称する技術「eLEAP」を発表。創業以来8年連続で赤字が続くJDIとしては、これを黒字転換のための「ゲームチェンジャー」と想定し、他社との協業や技術のライセンス販売を強化する戦略を打ち出した。
2023年4月、JDIは中国のディスプレイメーカーであるHKC社との提携を発表した。HKC社は2023年時点で液晶パネルの出荷規模で世界3位の大手ディスプレイメーカーで、政府系機関が2割の株を持ちながら未だに液晶頼みで有機ELの量産化に踏み切れておらず、ディスプレイ売上高では中韓台大手に引き離されるなど、ディスプレイ業界においてJDIと大体同じ地位にあるが、「次世代有機EL」の技術を持つとされるJDIと組むことで巻き返しを図る。共同で中国に工場を建設し、量産化は2025年頃と想定している。
しかし、2023年9月、HKCとの交渉が合意できず、提携の覚え書きMOUを解除したと発表された。

### INCJが保有株を売却
2023年12月、経済産業省系の投資ファンドであるINCJが保有株を売却し、保有比率は大量保有報告書への報告義務のない5%以下となったことが判明。これにより投資家心理が悪化し、株価が10円台となった。

### 次世代有機ELの自社量産を断念し、茂原工場を閉鎖
2024年、かつてJDIの大口顧客であったApple社が液晶の調達を終了。廉価機種も含めてiPhoneの全モデルが有機EL採用モデルとなった。
2024年4月時点で、茂原工場（千葉県茂原市）で生産予定の次世代 OLED「eLEAP」に社運を賭けていた。ラインの立ち上げは順調であり、2024年12月に茂原工場で量産開始し、まず稼ぎ頭の車載・VRに投入し、ノートPCへの投入、そしてスマホへの再参入も視野に入れていた。しかし2025年2月、「eLEAP」の自社での量産を断念し、2026年3月を目途に茂原工場を閉鎖し、AIデータセンター向けに工場を売却することを発表した。
2025年3月にはカーナビ向けa-Si液晶ディスプレイ製造を行っていた鳥取工場（旧・鳥取三洋）を閉鎖し、国内工場は石川工場に集約されることになった。

## 年表
- 2011年（平成23年）
  - 8月31日 - 株式会社産業革新機構、ソニー株式会社、株式会社東芝、株式会社日立製作所の4社が、中小型ディスプレイ事業の統合で基本合意。
  - 9月 - ソニーモバイルディスプレイ株式会社、東芝モバイルディスプレイ株式会社、株式会社日立ディスプレイズの3社の事業を統合し、産業革新機構が第三者割当増資で2000億円を出資して、統合準備会社である（旧）株式会社ジャパンディスプレイを設立。
  - 11月15日 - 4社が中小型ディスプレイ事業統合の正式契約締結。産業革新機構とパナソニックが、パナソニック液晶ディスプレイ株式会社茂原f 工場の譲渡に関し基本合意。
- 2012年（平成24年）
  - 3月 - 株式会社ジャパンディスプレイに商号変更。産業革新機構（INCJ）が2000億円出資。ソニーモバイルディスプレイ株式会社、東芝モバイルディスプレイ株式会社、株式会社日立ディスプレイズの3社の株式が株式会社ジャパンディスプレイに譲渡され、完全子会社化。
  - 4月1日 - 事業開始。
- 2013年（平成25年）
  - 4月1日 - 株式会社ジャパンディスプレイイースト（旧・株式会社日立ディスプレイズ）を存続会社として、株式会社ジャパンディスプレイウエスト（旧・ソニーモバイルディスプレイ株式会社）、株式会社ジャパンディスプレイセントラル（旧・東芝モバイルディスプレイ株式会社）、（旧）株式会社ジャパンディスプレイ（統合親会社）を合併。3社の事業会社と統合準備会社を統合し、（新）株式会社ジャパンディスプレイに商号変更。
- 2014年（平成26年）
  - 3月19日 - 東京証券取引所市場第一部に上場[2]。同時に行われた募集株式発行と保有株式売却により、産業革新機構の議決権所有割合が約87%から約36%へ低下した[2]。
  - 8月31日 - 有機EL事業について、産業革新機構主導でソニーとパナソニックの事業と統合しJOLEDを設立することで合意した。同社の15%の株式を保有する。

- 2015年（平成27年）
  - 3月 - 白山工場（石川県白山市）の建設を発表。
- 2016年（平成28年）
  - 12月 - 白山工場稼働。
- 2017年（平成29年）
  - 8月 - 能美工場（石川県能美市）の生産停止。約3700人の削減を柱とする再建策を発表。取引銀行の融資枠1070億円を産業革新機構が債務保証。
- 2018年（平成30年）
  - 3月30日 - JOLEDの子会社化を断念したことを発表。
  - 4月25日 - 海外機関投資家及び日亜化学工業に対し第三者割当増資を実施[72][73]。
  - 9月25日 - ジャパンディスプレイの株主である産業革新機構が改編され、産業革新投資機構が発足。
  - 12月10日、産業革新投資機構の民間出身の取締役全員が辞職[74]。
- 2019年（平成31年・令和元年）
  - 4月11日 - 台湾と中華人民共和国の企業グループの計800億円の出資を受け入れ、その傘下に入ることを発表。
  - 5月 - 2019年3月期決算で、1094億円の純損失を計上。5年連続の赤字。
  - 6月 - 白山工場の停止や1200人の希望退職募集、業績低迷を受けた月崎義幸社長の引責辞任を発表。トップ交代は4代目。台湾2社が金融支援の交渉から相次いで離脱。香港の投資ファンドが出資を決定。
  - 8月 - 2019年6月末時点で、772億円の債務超過に陥ったと発表。
  - 9月 - 中国の大手投資会社が金融支援の交渉から離脱。
  - 11月21日 - 2018年12月に約5億7800万円の横領があったとして幹部を解雇していた事を発表。
  - 11月27日 - 解雇した元幹部から経営陣の指示により不適切会計が行われていたと通知があったと発表。
  - 12月1日 - 不適切会計を告発した元幹部が11月27日に自殺を図り30日に死去していた事が判明。
- 2020年（令和2年）
  - 3月26日 - いちごトラスト及び株式会社INCJに対する優先株式等の発行、株式会社INCJとの間での資金借入及びJOLED株式の譲渡による代物弁済を実施。
  - 4月1日 - 石川県がJDI 白山工場に交付した補助金8億円の返還を請求[75]。
  - 4月13日 - 不正会計問題を調べている第三者委員会が在庫処理の計上など130億円に上る不正を認定[76]。
  - 8月26日 - 指名委員会等設置会社へ移行[77]。
  - 8月28日 - いちごトラストに対する優先株式等の発行を実施。
  - 10月2日 - 白山工場をシャープとアップルに売却する手続きを完了[61]。
- 2022年
  - 10月28日-  車載用ディスプレーの後工程を手掛ける中国の製造子会社を蘇州東山精密製造に売却[78]。売却後は同社に製造を委託する。
- 2023年
  - 3月 - 東浦工場を閉鎖[79]。
- 2024年
  - 4月　- 白山工場売却を巡り、白山市に対する助成金返還義務訴訟で、最高裁判所はJDIの上告を退ける判決を4月3日付で決定した。これにより、JDIに10億円の返還義務を認めた名古屋高等裁判所金沢支部判決が確定した[80]。
- 2025年
  - 3月 - 鳥取工場の生産を停止（前述）。
- 2026年
  - 3月 - 茂原工場の生産を停止（前述）。

## 国内拠点
- 本社 - 東京都港区西新橋三丁目7番1号
- 海老名R&Dセンター - 神奈川県海老名市中央二丁目9番50号
- 鳥取工場 - 鳥取県鳥取市南吉方3-117-2（鳥取三洋電機工場を発祥とする旧・ソニーモバイルディスプレイ工場）[81]
- 石川工場 - 石川県能美郡川北町字山田先出26-2
  - 1984年に川北町に誘致された松下電器産業石川工場が発祥であり[82]、東芝モバイルディスプレイより合流した。
- 茂原工場 - 千葉県茂原市早野3300
  - 1943年に設立された日立製作所茂原工場を前身とし、2012年3月にパナソニック液晶ディスプレイより取得[83]
  - 2025年2月、2026年3月を目途としたパネル生産の終了と売却を前提とした転用が発表されたが[84]、2025年度内の生産終了に前倒しされた[85]

### 閉鎖・売却
- 能美工場 - 石川県能美市岩内町1番池47
  - 2010年12月東芝モバイルディスプレイがスマートフォン向けの液晶生産工場として加賀東芝エレクトロニクス敷地内に新工場設立を発表[86]、ジャパンディスプレイの工場として稼働開始した[87]
  - 2018年6月JOLEDに200億円で売却
  - 2023年3月JOLEDの経営破綻に伴い同年12月TOPPANホールディングスへ売却された[88][89]
- 深谷工場 - 埼玉県深谷市幡羅町1-9-2 (東芝工場を発祥とする旧・東芝モバイルディスプレイ工場。2016年4月閉鎖)
- 白山工場 - 石川県白山市竹松町2480（キリンビール北陸工場の跡地に立地。JDI発足後初となるG6 LTPS工場。2016年12月稼働開始[90]したが、2019年7月に稼働停止[75]。2020年8月28日、土地と建物をシャープ、生産設備をアップルにそれぞれ売却すると発表し[91][92]、同年10月2日に売却を完了させた[61]。）
- 東浦工場 - 愛知県知多郡東浦町大字緒川字上舟木50（エスティ・エルシーディ工場を発祥とする旧・ソニーモバイルディスプレイ工場。2023年3月閉鎖し、建物をソニーセミコンダクタマニュファクチャリングに売却[93]。建物内に東浦エンジニアリングセンターを設置し、設計や試作・解析を行う[93]。

## 前身企業
- ソニーモバイルディスプレイの系譜
  - ソニー ＋ 豊田自動織機＝エスティ・モバイルディスプレイ・エスティ・エルシーディ
  - エスティ・モバイルディスプレイ ＋ エスティ・エルシーディ＝ソニーモバイルディスプレイ(SMD)発足。
  - 三洋電機 ＋ セイコーエプソン＝エプソンイメージングデバイス
  - エプソンイメージングデバイス、SMDへ資産譲渡
- 東芝モバイルディスプレイの系譜
  - 東芝＋松下電器産業＝東芝松下ディスプレイテクノロジー（後にパナソニックの保有株式を東芝が全て取得し、東芝モバイルディスプレイ[94]へ）
- 日立ディスプレイズの系譜
  - 日立製作所+キヤノン+パナソニック＝日立ディスプレイズ